# Torre solar

Esquema d'una torre solar que funciona per convecció d'aire.

Una torre solar és una construcció que tracta d'aprofitar l'energia solar mitjançant la convecció d'aire.

## Funcionament
En la seva forma més senzilla, consisteix en un fumeral pintat de negre. Durant el dia, l'energia solar escalfa el fumeral, que alhora escalfa l'aire que hi ha dins d'aquest, creant un corrent d'aire ascendent dins del fumeral (o torre). La succió que crea a la base de la torre pot utilitzar-se per a ventilar i refredar l'edifici que hi subjau. En la major part del món, és més fàcil aprofitar l'energia del vent per a produir una ventilació d'aquest tipus, però en dies càlids i sense vent el fumeral podria proporcionar ventilació quan no seria possible produir-la de cap altra forma.
Aquest principi s'ha proposat per a la generació de l'energia elèctrica, fent servir un gran hivernacle en la part de davall més que no fent servir la calefacció del fumeral únicament. El principal problema d'aquesta proposta és la diferència relativament petita entre la temperatura més alta i més baixa del sistema. El teorema de Carnot restringeix enormement l'eficàcia de la conversió en aquestes circumstàncies. Perquè siga econòmicament rendible construir-la ha de fer més de 1000 metres d'alçada.

## Història
El 1903, el coronel espanyol Isidoro Cabanyes va dissenyar la primera torre solar en la publicació La energía eléctrica. Un dels primers dissenys d'una central elèctrica basada en la torre solar va ser creat el 1931 per un autor alemany, Hanns Günther. A principis de 1975, Roberto E. Lucier sol·licità les patents de la torre solar; entre 1978 i 1981 aquestes patents, van ser concedides en els Estats Units, Canadà, Austràlia i Israel.
Més recentment amb Schlaich, Bergerman & Partner, sota la direcció del Prof. Eng. Dr. alemany Jörg Schlaich, es va construir un model de treball a petita escala d'una torre solar el 1982 a Manzanares, (Espanya), a 150 kilòmetres al sud de Madrid, que va ser finançada completament pel govern alemany. Aquesta central elèctrica va funcionar satisfactòriament durant aproximadament 8 anys i va ser aterrada per una tempesta el 1989. La torre tenia un diàmetre de 10 metres i una alçada de 195 metres, amb una àrea de la col·lecció (hivernacle) de 46.000 m² que aconseguia una producció màxima d'energia de prop de 50 quilowatts.
Els anys 2006 i 2007 Jonás Villarrubia presenta una patent d'utilitat espanyola (U200600388) i europea (epo 07381002-0-1267) d'una torre solar denominada JVR, que disminueix la grandària en alçada, de 900 a 135 metres i utilitza l'ànima d'una turbina de gas modificada (eix central de la turbina: compressor, cremador i turbina) i instal·lada en el seu interior. Aquest tipus de torre solar deixa d'utilitzar durant el dia la zona d'hivernacle, sent optativa per a emmagatzemar energia solar per a utilitzar-la amb altres mitjans: vapor d'aigua, etc. L'energia que utilitza ve d'un nombre determinat d'heliòstats depenent aquests de la potència a desenvolupar per la turbina i l'energia que es pretén aplicar a l'alternador. El focus dels heliòstats es dirigeix a la part transparent (a una altura aproximada de 90 metres de la torre solar) que coincideix amb el cremador de la turbina instal·lada. Dins de la torre, on està situada la zona "il·luminada" pels heliòstats, en el cremador de turbina, les seues parets i un entramat de fins tubs per on circula un fluid en el seu interior, es calfa amb la finalitat que al passar l'aire por aquest entramat, aquest, s'expandesca i envie eixa energia cinètica generada a la turbina. L'energia aplicada al cremador de la torre pels heliòstats, en l'engegada de la turbina, és gradual a fi de no deteriorar-lo i fondre'l amb un excés d'energia solar, que una vegada iniciat el seu treball s'augmenta gradualment de forma fixa o oscil·lant depenent de l'energia solar necessària per a l'energia a produir; oscil·lant si l'energia solar és variable, ja que en aquest cas els heliòstats, de forma automàtica mitjançant un circuit electrònic i sensors de temperatura instal·lats en la zona superior a la sortida de la turbina, s'obrin o tanquen perquè la temperatura del cremador siga tan fixa i tan poc variable com siga possible. Una vegada amb la turbina en marxa, l'aire que penetra per la base de la torre (en aquest cas sense passar per la zona d'hivernacle), per tota la perifèria i a una alçada de 4 metres, a fi d'evitar grans velocitats de l'aire i on es poden instal·lar també altres turbines eòliques, es refreda en passar per unes làmines instal·lades en el seu interior i per les que circula un fluid. La finalitat d'aquestes làmines o plaques és dessecar l'aire absorbent en la mesura del possible la humitat que queda en forma de condensació en dites làmines i que és dirigida, amb la mateixa energia de l'aire en ascendir, a l'exterior on pot ser aprofitada per als fins que calga. Per al refredament de les làmines refrigerants es pot utilitzar l'energia solar o part de la mateixa energia generada per la turbina instal·lada. Los càlculs de l'aprofitament de la Torre solar JVR constaten l'eficàcia d'aquest mètode. Independentment d'afegir-ne l'aigua generada en dessecar l'aire que és d'una total potabilitat i és aprofitable per al consum humà, sent-ne molt alt el volum de producció, fins i tot quan depén de la humitat atmosfèrica de la zona en què s'instal·le la torre solar; per a aquest cas en què es volen aconseguir altes quantitats d'aigua, la millor opció és en zones molt assolellades i properes al mar.

## Disseny
Durant l'operació de la torre solar de Manzanares, les dades per a l'optimització van ser recollits en una base s dades segon a segon. Aquestes dades s'han concedit a EnviroMission i a SolarMission Technologies Inc. que planegen desenvolupar aquest concepte sota el nom de marca Solar Tower. A principis de 2005 començaren a recollir dades meteorològiques en una localització de Nova Gal·les del Sud, Austràlia, per a intentar erigir-hi una central elèctrica amb una torre solar completament operacional el 2008.
La màxima potència elèctrica que pot desenvolupar el disseny és de fins a 200 MW. La xemeneia solar proposada inicialment havia de mesurar 1 quilòmetre d'alçada, i la base 7 quilòmetres de diàmetre, amb una superfície de 38 km². El fumeral solar extrauria així prop del 0,5% de l'energia solar (1 de kW/m²) que fos irradiada en l'àrea coberta.
En canvi, els informes actuals indiquen que a causa de les millores en els materials per a l'absorció de calor que poden ser utilitzats en l'hivernacle, l'alçada del fumeral i el diàmetre de la base podria veure's reduït substancialment per a incrementar-ne així l'eficiència.
Els subproductes més significatius de dissenys proposats són aigua destil·lada (a partir de l'aigua de l'oceà o de l'aigua del subsòl) i en certs casos pot ser convenient que alguns productes agrícoles cresquen sota el perímetre extern de l'àrea de l'hivernacle de la central elèctrica.
Les explotacions agrícoles incloent les fruites i verdures, així com l'olis essencials medicinals i aromàtics fets d'herbes i flors, les algues marines i el plàncton, tots s'han considerat com collites convenients per a aquests escenaris. La biomassa residual podria crear calor addicional durant l'adobatge, així com algunes destil·lacions, transformació dels aliments i operacions de fabricació. Altres subproductes poden incloure l'etanol i el metà, el biodièsel i tota classe de derivats de vegetals i plantes.

### Comparacions
Les torres solars aconseguiran una major disminució de l'efecte hivernacle produint únicament l'electricitat sostenible, verda i neta, cap mena de carbó o gas per a generar electricitat pot competir amb les credencials d'energia neta d'una torre solar.
Caldria, per tant, una àrea de, aproximadament, 380 km², quatre vegades la superfície de l'illa de Formentera o dos terceres parts de la superfície de l'illa d'Eivissa, només per substituir una central de carbó. S'aconseguiria que aquesta tecnologia fos útil solament en certs espais, com ara deserts o zones en què es podrien aprofitar els coproductes, com a Almeria, on podrien seguir liderant la producció d'hortalissa d'hivernacle a més d'aconseguir l'aigua que han estat esgotant del subsòl mitjançant la destil·lació d'aigua de mar que coproduiria la torre.

## Altres fonts de conversió
Hi ha més tecnologies capaces de convertir l'energia solar en energia elèctrica. El fumeral solar és una part del grup termo-solar de tecnologies solars de conversió. Hi ha d'altres dos dissenys que treballen de la mateixa forma. El primer és el disseny d'espills parabòlics i l'altre és l'espill solar combinat amb el motor de Stirling. D'aquests tecnologies l'espill solar/motor de Stirling, té el rendiment energètic més alt (el rècord actual és una eficàcia en la conversió del 30% d'energia solar). Les plantes solars parabòliques s'han construït amb eficàcies de prop del 20%. La torre solar té una eficàcia de menys del de 2%. En canvi, a causa de la seua major escala i simplicitat, la torre solar pot tenir una eficàcia econòmica propera o superior als altres mètodes.
L'única estació existent d'energia solar d'Austràlia, estació White Cliffs Solar Power Station, va ser construïda originalment usant tecnologia solar parabòlica que concentrava la llum calfant aigua, però ara s'ha actualitzat a energia fotovoltaica obtenint gairebé dues vegades la potència elèctrica dels mateixos espills.